# صناعة تلفزيون
صناعة التلفزيون هي كل ما يتعلق بالعمل التلفزيوني سواء بشكل تقني أو هندسي أوفني أو بشكل داعم أو إداري أو ما يتعلق بالصناعات المجاورة، كصناعة الإعلان أوالتقنية الرقمية أو الأدب والروايات والشعر، وهي مهمة في صناعة المسلسل والأغنية. كما يدخل في صناعة التلفزيون عالم الاتصال والفضاء. ويندرج تحت كل عنصر من العناصر الكثير من التفاصيل.

## مواقع خارجية